# Призма (оптика)
У оптици, призма је транспарентан оптички елемент са равним исполираним површинама, који прелама светлост. Тачан угао између површина зависи од саме примене призме. Традиционалан геометријски облик је облик троугаоне призме са троуглом као базом и правоугаоницима као странама, па се често синтагма „призма“ односи на овај тип. Неке врсте оптичких призми немају облик геометријске призме. Призме се најчешће праве од стакла, док могу бити направљене од било којег материјала који је транспарентан за таласну дужину за коју је предвиђена примена. Призма се може користити за разлагање полихроматске (беле) светлости на више боја (пример. дугине боје). Исто тако могу се користити за преламање светлости или разлагање светлосног снопа на компоненте различите поларизације.

## Типови

### Дисперзивно
Дисперзивне призме се користе за разбијање светлости на њене саставне спектралне боје јер индекс преламања зависи од таласне дужине; бела светлост која улази у призму је мешавина различитих таласних дужина, од којих се свака мало другачије прелама. Плаво светло је успорено више од црвеног светла и стога ће бити преломљено више од црвеног светла.
- Тространа призма
- Амајкај призма и друге врсте сложених призми
- Литрова призма са огледалом на задњој страни
- Пелин–Брокова призма
- Абиова призма
- Гризма, дисперзивна призма са дифракционом решетком на површини
- Фери призма

Спектрална дисперзија је најпознатије својство оптичких призми, иако није најчешћа сврха употребе оптичких призми у пракси.

### Рефлектирајуће
Рефлектујуће призме се користе за рефлектовање светлости, како би се светлосни сноп преокренуо, ротирао, одступио или померио. Обично се користе за постављање слике у двогледима или рефлексним камерама са једним сочивом – без призми слика би била наопачке за корисника.
Рефлектујуће призме користе потпуну унутрашњу рефлексију да би постигле скоро савршену рефлексију светлости која удара у фасете под довољно косим углом. Призме су обично направљене од оптичког стакла које, у комбинацији са антирефлексним премазом улазних и излазних лица, доводи до знатно нижег губитка светлости од металних огледала.
- Непаран број рефлексија, пројектовање окренуте слике (пресликане)
  - троугласти призматични рефлектор, пројектује слику бочно (хроматска дисперзија је нула у случају окомитог улазног и излазног упада)
  - Кровна пентапризма пројектује слику бочно окренуту дуж друге осе
  - Дове призма пројектује слику напред
  - Ретрорефлектор са угаоном коцком пројектује слику уназад
- Паран број одраза, слика се пројектује усправно (без промене у руковању; може или не мора да буде ротирана)
  - Поро призма пројектује слику уназад и помера је
  - Поро–Абиова призма пројектује слику напред, ротирану за 180° и померену
  - Пергерова призма развој заснован на Поро–Абиовој призми, пројектује слику напред, ротирану за 180° и померену
  - Аби–Кенигова призма пројектује слику напред, ротирану за 180° и колинеарно (4 унутрашње рефлексије [2 рефлексије су на равни крова])
  - Бауернфиндова призма пројектује слику бочно (нагнуто за 45°)
  - Амајкај кровна призма пројектује слику бочно
  - Пентапризма пројектује слику бочно
  - Шмит-Печанова призма пројектује слику напред, ротирану за 180° (6 одсјаја [2 одраза су на равним крововима]; састављена од Бауернфиндовог дела и Шмитовог дела)
  - Апендалова призма пројектује слику напред, ротирану за 180° и колинеарно (6 рефлексија [2 рефлексије су на равним крововима]); састављена од 3 призме повезане заједно)

### Раздељивач зрака
Различити оптички слојеви танког филма могу се нанети на хипотенузу једне призме под правим углом и зацементирати на другу призму да би се формирала коцка за раздвајање снопа. Укупне оптичке перформансе такве коцке су одређене танким слојем.
У поређењу са уобичајеном стакленом подлогом, стаклена коцка обезбеђује заштиту танкослојног слоја са обе стране и бољу механичку стабилност. Коцка такође може елиминисати ефекте еталона, рефлексију са задње стране и благо скретање зрака.
- филтери дихроичне боје формирају дихроичну призму
- Поларизациони коцкасти разделници снопа имају нижи однос екстинкције од дволомних, али су јефтинији
- Делимично метализована огледала обезбеђују неполаризоване разделнике снопа
- Ваздушни јаз – Када су хипотенузе две троугласте призме наслагане веома близу једна другој са ваздушним распором, фрустрирана укупна унутрашња рефлексија у једној призми омогућава спајање дела зрачења у талас који се шири у другој призми. Снага која се преноси експоненцијално опада са ширином јаза, тако да се може подесити на много редова величине помоћу микрометријског завртња.

## Друге употребе
Потпуна унутрашња рефлексија у призмама налази бројне употребе кроз оптику, плазмонику и микроскопију. Нарочито:
- Призме се користе за спајање светлости која се шири на површинске плазмоне. Или је хипотенуза троугласте призме метализована (Кречманова конфигурација), или је еванесцентни талас спојен на веома блиску металну површину (Отова конфигурација).
- Неки ласерски активни медијуми могу се формирати као призма где сноп пумпе ниског квалитета улази у предњу страну, док појачани сноп пролази кроз тоталну унутрашњу рефлексију под додирним ударом. Такав дизајн је мање подложан топлотном стресу и лако се пумпа помоћу ласерских диода велике снаге.

Друге употребе призми су засноване на њиховом преламању снопа:
- Клинасте призме се користе за одбијање снопа монохроматског светла под одређеним углом. Пар таквих призми се може користити за управљање снопом; ротацијом призми сноп се може скренути у било који жељени угао унутар конусног „поља пажње”. Најчешће нађена имплементација је пар Рислијевих призма.[1]
- Прозирни прозори, на пример, вакуум коморе или кивете такође могу бити благо клинасти (10' − 1°). Иако ово не смањује рефлексију, оно потискује Фабри-Перотове сметње које би иначе модулирале њихов спектар преноса.
- Анаморфни пар сличних, али асиметрично постављених призми такође може променити профил греде. Ово се често користи за прављење округлог снопа од елиптичног излаза ласерске диоде. Са монохроматским светлом, мала хроматска дисперзија која произилази из различитих нагиба клина није проблем.
- Палубне призме су коришћене на једрењацима да доведу дневну светлост испод палубе,[2] пошто свеће и керозинске лампе представљају опасност од пожара на дрвеним бродовима.